# 보르비콩트

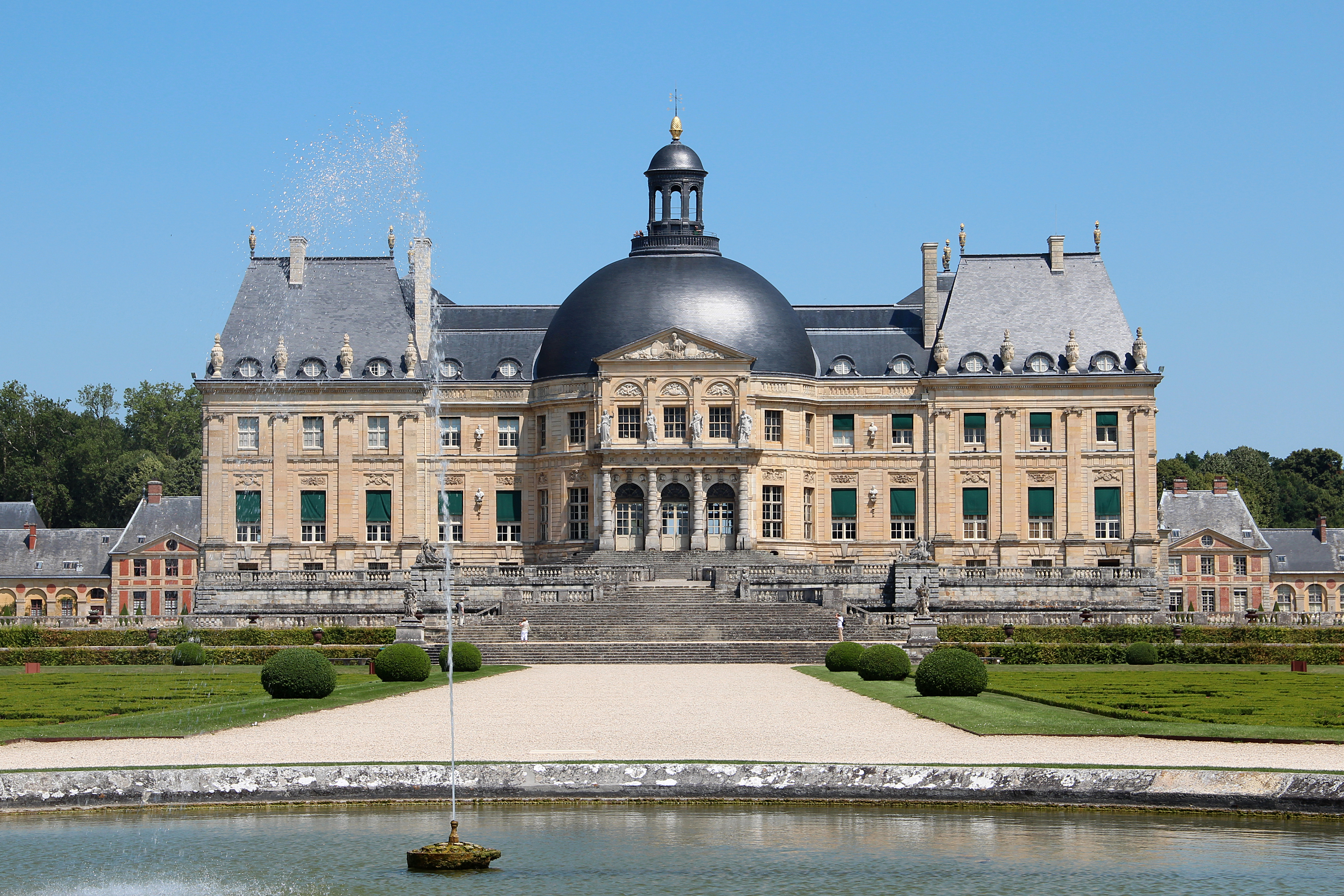

보르비콩트(Vaux-le-Vicomte, Château de Vaux-le-Vicomte, 프랑스어 발음: [ʃato də vo lə vikɔ̃t])는 일드프랑스 세네마른 데파르트망에 있는 파리에서 남동쪽으로 55km(34마일) 떨어진 믈룅 근처 맹시에 위치한 바로크 프랑스 성이다.
1658년에서 1661년 사이에 니콜라 푸케 드 벨릴 후작, 믈룅의 자작, 루이 14세의 재정 감독관인 보르를 위해 지어진 이 성은 17세기 중반 유럽에서 영향력 있는 건축 작품이었다. 조경가 앙드레 르 노트르, 화가이자 장식가인 샤를 르브룅이 처음으로 대규모 프로젝트를 함께 작업했다. 이들의 협력은 건축, 인테리어 디자인, 조경 디자인을 결합한 루이 14세 스타일의 시작을 의미했다. 정원의 뚜렷한 시각적 축은 이러한 스타일의 예이다.